# Нововасилевка (Сумская область)
Нововасилевка (укр. Нововасилівка) — село, Знобь-Новгородская поселковая община, Шосткинский район, Сумская область, Украина.

## Географическое положение
Село Нововасилевка находится на правом берегу реки Знобовка, которая через 6 км впадает в реку Десна, выше по течению на расстоянии в 2,5 км расположено село Знобь (Брянская область).
Реки в этом месте извилистые, образуют лиманы, старицы и заболоченные озёра. Рядом проходит железная дорога, станция Знобь в 2,5 км.

## История
Нововасильевка была основана в 1904 году переселенцами из села Васильевки Новгород-Северского уезда и других окрестных населённых пунктов. Она быстро разрасталась и в 1917 году насчитывала 87 дворов, в которых проживало 603 жителя, в 1923 году – 145 дворов и 795 жителей, в 1926 году – 150 дворов и 738 жителей, а в 1940 году – 224 двора.
В годы Великой Отечественной войны (в ноябре 1942 года и в начале мая 1943 года) немецкие оккупанты сожгли в Нововасильевке около 250 дворов и расстреляли 156 жителей. Однако после войны село было восстановлено. В нём были построены школа, магазин и молочно-товарная ферма.
С 1960-х годов численность населения в Нововасильевке начала снижаться. В 1970 году в селе числилось 247 дворов, в которых проживало 678 жителей, в 1989 году – 442 жителя.
После провозглашения независимости Украины село оказалось на границе с Россией, здесь был оборудован пограничный переход, который находится в зоне ответственности Сумского пограничного отряда Восточного регионального управления ГПСУ.
Население по переписи 2001 года составляло 368 человек, а 1.01.2008 года – 301 житель.
18 февраля 2015 года по распоряжению Кабинета министров Украины пограничный переход был закрыт.

## Достопримечательности
- Недалеко от Нововасильевки найдены поселения эпохи неолита.